# Gleichenia barbula
Gleichenia barbula là một loài dương xỉ trong họ Gleicheniaceae. Loài này được C.Chr. mô tả khoa học đầu tiên năm 1937.
Danh pháp khoa học của loài này chưa được làm sáng tỏ. 